# 毛罗然·法比安
毛罗然·法比安（匈牙利語：Marozsán Fábián，1999年10月8日—）是一名匈牙利网球运动员。
毛罗然在2023年3月20日获得了ATP（职业网球联合会）单打世界排名第128位的职业生涯最高排名。他还在2023年4月3日获得了ATP双打世界排名第453位的职业生涯最高排名。2023年5月，他是匈牙利排名第3的男子网球选手。

## 职业生涯
毛罗然于2022年8月在巴尼亚卢卡赢得了他的首个ATP挑戰賽冠军，并于2022年8月29日以第185的排名进入世界前200名。
毛罗然于2023年3月在安塔利亚赢得了他的第二个挑战赛冠军，并于2023年3月20日升至职业生涯的新高，排名世界第128。